# 26313 Lorilombardi
26313 Lorilombardi este o planetă minoră (asteroid) din centura de asteroizi. A fost descoperită pe 14 octombrie 1998 la Stația Anderson Mesa de Lowell Observatory Near-Earth-Object Search. 
Obiectul prezintă o orbită caracterizată de o semiaxă mare de 2,2350907 UAi, o excentricitate de 0,21, o înclinație de 5,78073 ° în raport cu ecliptica.